# Elizabeth Cresswell
Elizabeth Cresswell, född 1625, död 1684/1698, även känd som Mother Cresswell och Mother Cresswell of Clerkenwell, var en engelsk bordellmamma i 1600-talets London. Hon förestod sin samtids mest berömda bordell och var berömd för sin verksamhet. Karl III av England tillhörde hennes kunder. 
Hon och hennes verksamhet nämndes ofta i tidens skrifter för att beskriva epokens omoral. Hon var föremål för de så kallade 'Bawdy House Riots' (Bordellupploppen) i London, och stod som officiell avsändare till den berömda "The Poor-Whores Petition".

## Biografi
Cresswell föddes i en välbärgad familj i Knockholt i Kent i England. 
1658 är hon bekräftad som bordellägare i London. Hon var tillsammans med Damaris Page den mest berömda och framgångsrika inom sitt yrke i England. Hon ägde flera olika bordeller både i London och ute på landet, samt en herrgård och ett hus där gifta kvinnor kunde möta sina älskare. Hon hade ett nät av rekryterare utspridda över hela landet och hade som specialitet att erbjuda alla former av utseenden bland sina anställda. Bland annat hade hon en grupp prostituerade som bestod av före detta medlemmar av överklassen, som anlitades av adelsmän.
Elizabeth Cresswell var ogift men hade ett fast förhållande med City Chamberlain Sir Thomas Player, som därför fick smeknamnet 'Sir Thomas Cresswell'. Det var känt att hon stod värd för politiska möten som han höll på hennes bordell, och som kunde sluta i orgier - vid ett tillfälle med 300 prostituerade.
Hon blev ett av målen under de så kallade 'Bawdy House Riots' (bordellupploppen) i London 1668. I samband med upploppen stod Elizabeth Cresswell liksom Damaris Page som avsändare av den berömda pamfletten "The Poor-Whores Petition" (horpeititionen), som sändes till Karl II av Englands mätress Lady Castlemaine. Petitionen riktade sig till Castlemaine och uppmanade henne att visa solidaritet med prostituerade och hjälpa till att reparera den skada som åsamkats dem under upploppen. Det är okänt vem som i själva verket författade denna petition, men Page och Cresswell stod officiellt som avsändare. Petitionen tilldrog sig stort uppseende och blev berömd.
År 1681 dömdes Cresswell som skyldig anklagad för trettio år av syndighet, och under rättegången vittnade många av hennes anställda mot henne. En av hennes bordeller stängdes, men i övrigt fortsatte verksamheten. Det är osäkert när Cresswell avled. År 1684 fängslades hon på Bridewell av oklara orsaker, möjligen för skuld. Det är bekräftat att hon dog där, men inte vid vilken tidpunkt mellan 1684 och 1698. hon avled troligen av tuberkulos.